# Сварочные очки

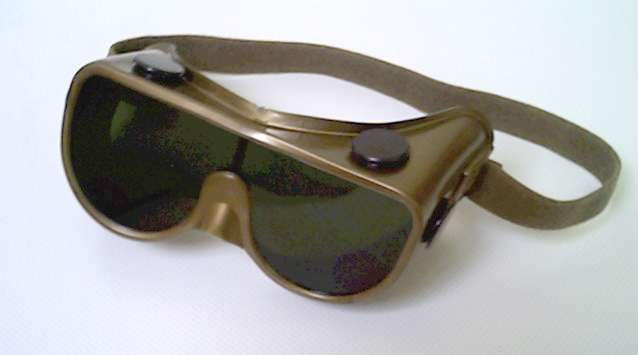
Простые сварочные очки

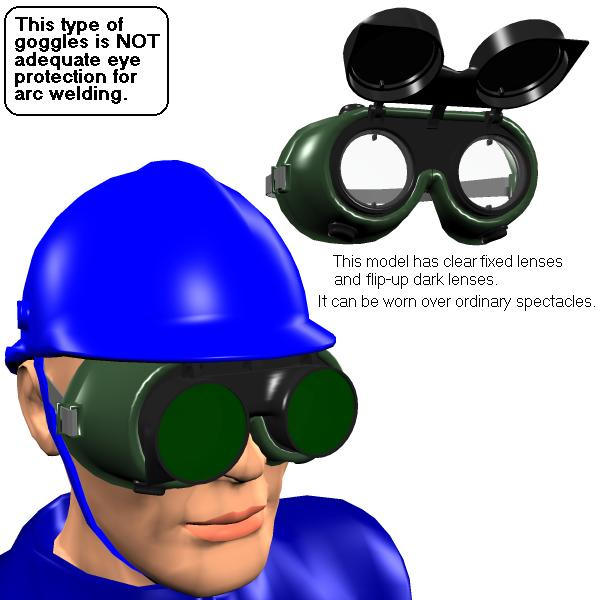
Сварщик в сварочных очках

Сварочные очки обеспечивают  защиту глаз при некоторых формах сварки и резки. Они предназначены для защиты глаз не только от теплового и оптического излучения в условиях сварки, такого как интенсивный ультрафиолетовый свет, излучаемый электрической дугой, а также от искр и мусора. Более полную защиту обеспечивает сварочная маска. Её желательно использовать сварщикам при дуговой сварке.
Фильтры в сварочных очках могут подниматься вручную или включаться автоматически.
В процессах сварки и резки, а также некоторых видах пайки вырабатывается  интенсивное ультрафиолетовое (УФ), инфракрасное (ИК) излучение и видимый свет. Ультрафиолетовое  и инфракрасное излучение не видно глазу, но может его травмировать.   В сварочных очках используются очень тёмные фильтры, чтобы можно было смотреть на интенсивно светящийся металл и свариваемые детали. Маска или сварочный шлем  также имеют фильтры для защиты оптического излучения и обеспечивают дополнительную защиту от осколков и искр. УФ блокирующие защитные очки с боковыми щитками или сварочные очки считаются основной защитой сварщика, защитная маска или шлем считаются вторичными элементами сварщика.
Оптический фильтр в сварочных очках, маска или шлем должны подходить для условий сварки.  Так фильтр подходящий для газовой сварки,  не должен использоваться для дуговой сварки. Отказ от использования такой защиты при дуговой сварке  может привести к болезненному состоянию под названием фотокератит, которое похоже на солнечные ожоги роговицы глаз.

## Сварочные очки-хамелеон
Более удобны сварочные очки хамелеон . Работа сварочных очков типа хамелеон основана на явлении поляризации жидких кристаллов. Жидкокристаллический слой, находящийся между поляризационными плёнками, под воздействием внешнего напряжения меняет пространственную ориентацию и блокирует часть проходящего света. В сварочных фильтрах может использоваться один или два-три ЖК-слоя. Получается блок толщиной не более 10 мм обычно с размерами около 90×110 мм. Жидкокристаллический слой включается автоматически за время менее 0,1 мсек. под действием света сварки.

## Внешние ссылки
- Recommended filter densities for welding, brazing and cutting, per American Welding Society
- OSHA standard 1910 Subpart I App B: Personal protective equipment
- OSHA standard 1910.252(b)(2)(ii)(H):"	Welding, Cutting, and Brazing-General requirement